# 汀水镇
汀水镇是中国山东省临沂市莒南县下辖的一个镇。2011年8月13日，汀水镇整体划归到莒南县石莲子镇。

## 行政区划
汀水镇下辖王家沟村、主家岭村、西北庄村、墩后村、东夹古哨村、袁家官庄村、东石杭头村、西石杭头村、小官庄村、南石杭头村、杜家汀河村、彭古城村、汀水东村、汀水西村、汀水前村、汀水后村、向阳村、官西坡村、高家埠村、西夹古哨村、桃花官庄村。